# Billy Hassett
Pour les articles homonymes, voir Hassett.
William Joseph « Billy » Hassett, né le 21 octobre 1921, décédé le 18 novembre 1992, est un joueur et entraîneur américain de basket-ball. Il évoluait au poste d'arrière.

## Palmarès
- Champion NBA 1950